# Glebionis
Glebionis je mali rod cvjetnjača u porodici glavočika. Potječu iz Europe i Mediterana. Vrste su prije bile u rodu krizantema, ali rješenje Međunarodnog kodeksa botaničke nomenklature 1999. godine rezultiralo je stvaranjem ovoga roda koji pokriva vrste slične ekonomski važnim krizantemama, ali isključujući ih iz roda Chrysanthemum.

## Vrste
- Glebionis coronaria (ili Chrysanthemum coronarium) – okrunjena tratinčica
- Glebionis segetum (ili Chrysanthemum segetum) – kukuruzni neven

Vrsta Glebionis carinata ili Chrysanthemum carinatum – trobojna tratinčica, danas se vodi kao posebna vrsta pod imenom Ismelia carinata i jedini je predstavnik roda Ismelia.

## Galerija
- Glebionis coronaria
- Glebionis coronaria
- Glebionis segetum
- Glebionis segetum